# Frézal du Gévaudan
Pour les articles homonymes, voir Saint-Frézal.
Frézal du Gévaudan est un saint de l'Église catholique. Évêque du Gévaudan, il est assassiné le 4 septembre 826, d'après un texte légendaire. Il n'apparaît que peu dans les écrits historiques (aucune participation à un concile). Il dispose d'une grande tradition orale autour de son histoire. Nul ne sait avec certitude si l'évêché du Gévaudan était alors à Mende ou dans une autre commune. Javols et Banassac ont pu, momentanément, être le siège de l'évêché.
D'un point de vue étymologique, Frézal (ou : Frézals), ont une origine commune. Le nom est d'origine franque, frodoald-us, « us » pour la forme latine. L'hypothèse de sa signification la plus probable est que « frôd » (vieux) en haut allemand est l'équivalent du latin « prudens » (sage, juste, judicieux). « Vald » donne en allemand actuel « walten » soit en latin « regnare ». Ce qui donne pour Frodoald (Frézal) la signification suivante : « celui qui règne avec sagesse ». 
Les formes dérivées de Frodoald sont : Frotoald, Frothoald, et en Occitanie, Frédold, Frédald, Frédaldi, Frézol par exemple.

## Biographie
Établi en Gaule depuis le Ve siècle, le pouvoir Franc était assuré par des alliances, notamment dans le sud, avec des relais locaux occupants des fonctions politiques ou ecclésiastiques et issue des élites gallo-romaines. Frézal était originaire en partie d'une famille installée de longue date.
Il serait né autour de 780 dans les environs de la haute vallée du Lot, fils ainé de Guillaume de Gellone. Il est connu comme étant l'évêque des Gabales sous le règne de Louis le Pieux, fils de Charlemagne, dont il est le cousin.
Sa plus grande tâche fut de débarrasser le Gévaudan de l'idolâtrerie, notamment le rituel du lac de Saint-Andéol (près de Bonnecombes), entamée trois siècles plus tôt par Saint Ilère. Ce 14e évêque  du Gévaudan occupait une fonction qui n'avait pas été pourvue les 180 années précédentes. En effet, d'après Saint-Hilaire, « le catalogue des évêques de Javoux présente une lacune de 200 ans ». Javoux (Javols) capitale du peuple des Gabali était probablement à cette époque siège des évêques du Gévaudan.
La « Vie » du saint nous conte qu'arrivé à l'âge où la vieillesse devait faire son travail, Frézal était encore robuste, au grand désarroi de son neveu Bucilinus, appelé à lui succéder à l'épiscopat. Il aurait alors tranché la tête de son oncle en sa propre demeure. La légende associée affirme que c'est le diable lui-même qui aurait indiqué à Bucilinus la façon de procéder, afin de se débarrasser ainsi à la fois de l'oncle et du neveu (que le diable, aurait étranglé au sortir de la maison de Frézal). Toujours selon cette légende, Frézal aurait ramassé sa tête pour la porter à l'endroit où il voulait être enterré. Ce qui indique que le siège épiscopal ne se trouvait pas à Mende mais à La Canourgue à ce moment-là, car quarante kilomètres séparent Mende de la source où repose Saint-Frézal.
Cette proximité de Frézal et de La Canourgue soutient la thèse que Frézal pourrait être membre de la prestigieuse famille des Canilhac (l'une des huit baronnies du Gévaudan), avancée par plusieurs historiens, sachant qu'il était le fils aîné d'un « très noble consul ».
Le statut de martyr a été mis en doute au fil des siècles.

## Ses reliques

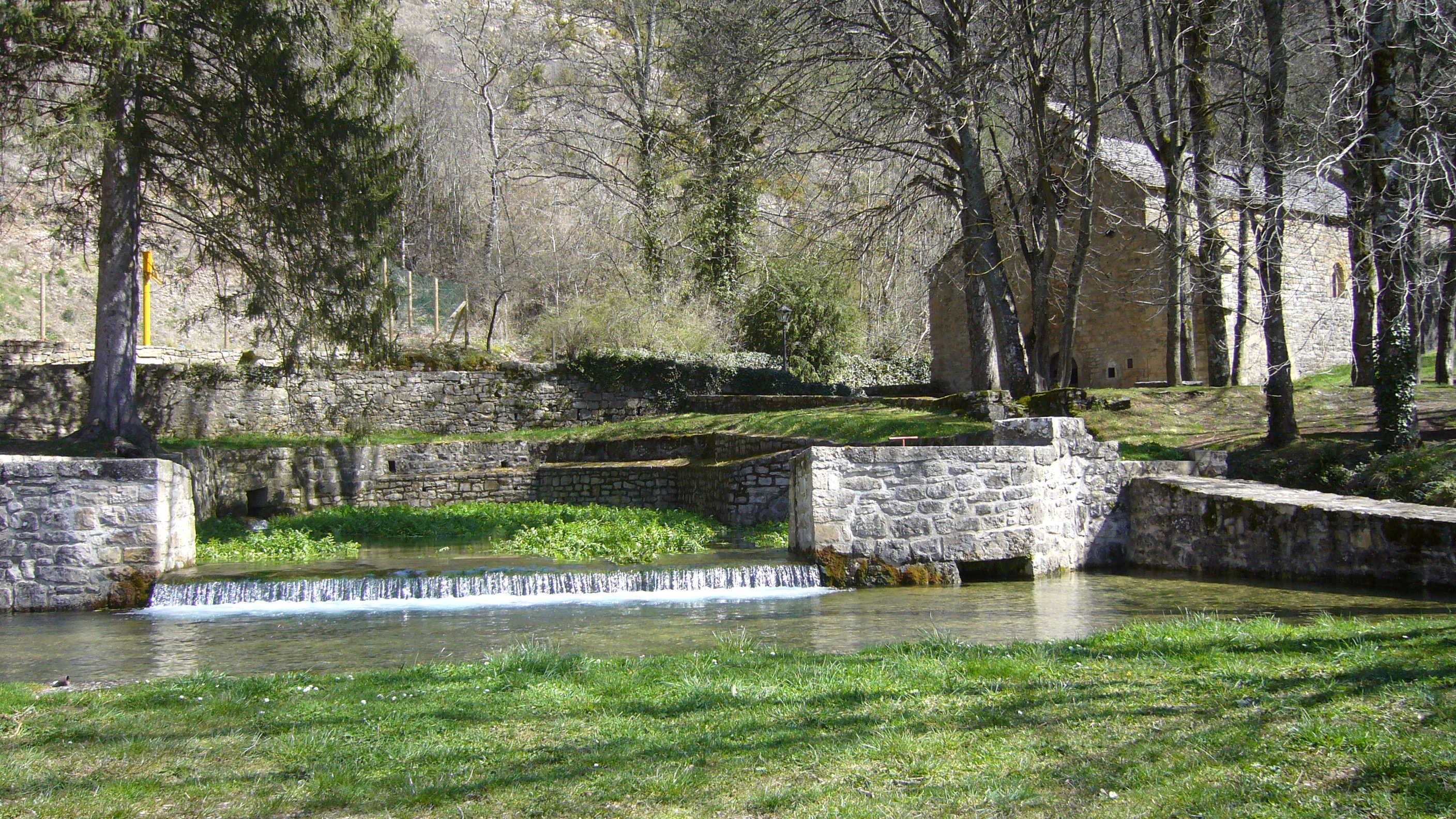
La chapelle Saint Frezal et sa fontaine, à La Canourgue.

Son tombeau est un sarcophage (réemployé) d'époque romaine. Frezal repose dans la chapelle de Saint-Frézal, datant du XIIe siècle près de la Canourgue. La fontaine, qui se trouve juste à côté, était déjà connue à l'époque romaine pour ses bienfaits thérapeutiques.
Un miracle est associé à ses reliques. Frézal se serait lui-même opposé à leur transfert. En 1628, un évêque de Mende, Sylvestre de Crusy de Marcillac, voulait ramener au siège épiscopal les restes de son prédécesseur. Un texte nous apprend que « [...] le corps du saint évêque fut retrouvé entier [...] on le porta sans peine jusqu'à la porte mais il fut impossible de le faire sortir, quelques efforts que l'on pût faire, et cela à la vue d'un nombre infini de peuple ».
Le sarcophage a depuis été étudié à plusieurs reprises, examiné tout d'abord en 1871 puis le 22 novembre 1894. Le squelette y reposant a été daté par le carbone 14 et autopsié ; le résultat concorde avec la chronologie de la légende ; il confirme en particulier sa mort par décapitation.

## Les lieux associés
- Saint-Frézal-de-la-Canourgue (Lozère)
- Saint-Frézal-d'Albuges (Lozère)
- Saint-Frézal-de-Ventalon (Lozère)
- Rue Frézal[8],[9] (Tarn et Garonne)

## Sources et références
1. ↑  Félix Buffière, Ce tant rude Gévaudan [détail des éditions], tome I, p. 218
2. ↑  Dom. Cl. Devic et Dom. J. Vaissette (religieux bénédictins de la congrégation de Saint-Maur, Histoire générale du Languedoc, Toulouse, Privat, 1872
3. ↑  Ce tant rude Gévaudan, tome I, p. 222
4. ↑  Ce tant rude Gévaudan, tome I, p. 220
5. ↑  Guillaume de Toulouse in Histoire du Languedoc II, p. 219
6. ↑  Histoire de l'Albigeois par un Dominicain, fin du XVIIe siècle, p. 186
7. ↑  Ce tant rude Gévaudan, tome I, p. 219
8. ↑  Saint Antonin noble val
9. ↑  Tarn et Garonne